# Erwin Van Pottelberge

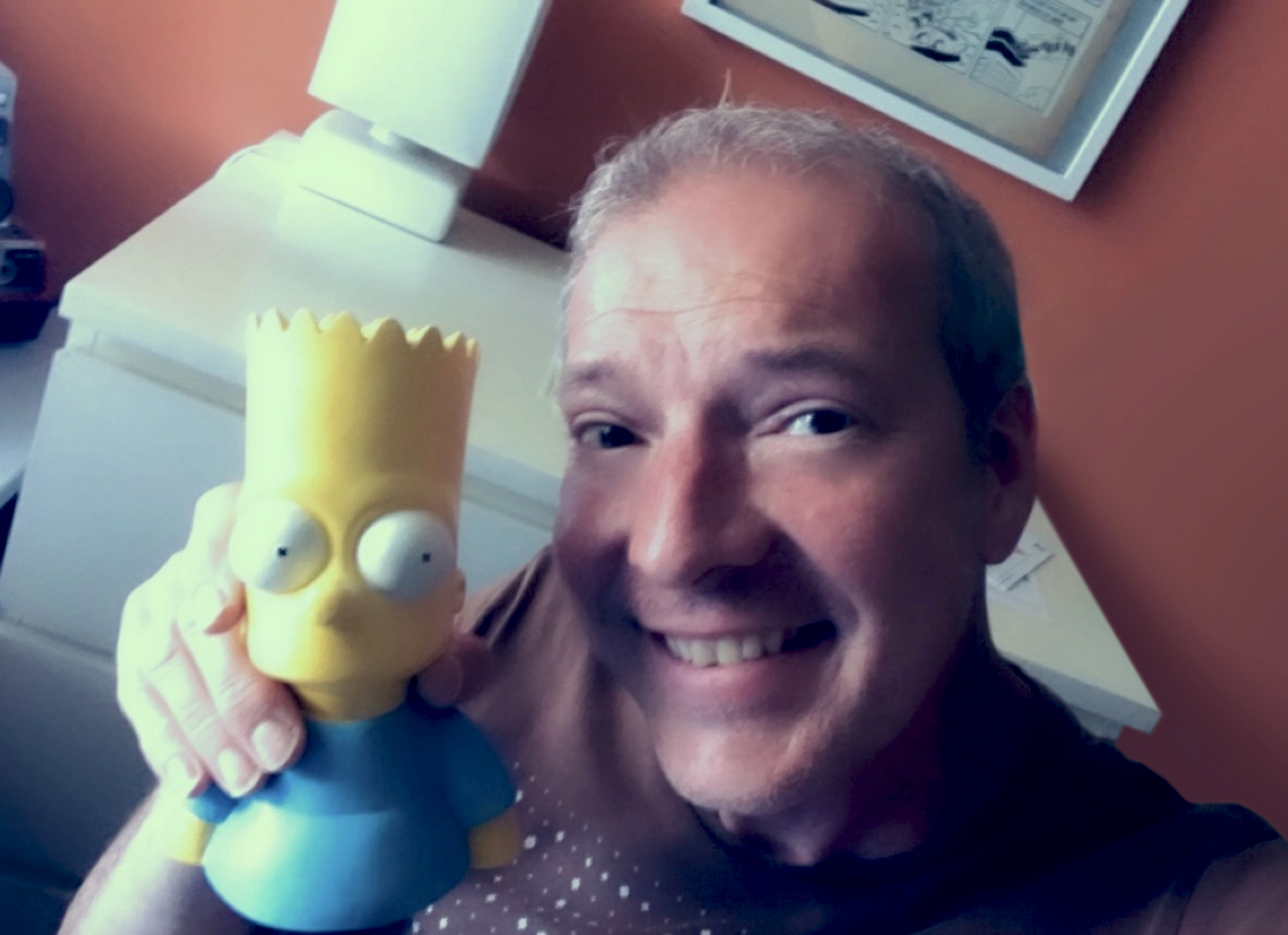

Erwin Van Pottelberge (Antwerpen, 17 februari 1970) is een Belgisch striptekenaar die zich voornamelijk verdienstelijk heeft gemaakt in de internationale animatiewereld.

## Carrière
Van 1994 tot 1998 was Van Pottelberge verbonden aan de Antwerpse tekenfilmstudio Graphics & Animation waar hij onder meer het layout-werk voor zijn rekening nam. Van 1998 tot 2001 woonde en werkte hij in Los Angeles, en verleende er zijn medewerking aan tal van tekenfilmproducties. Bij Klasky Csupo (West-Hollywood) ging hij aan de slag als storyboard-artiest voor onder andere de tekenfilmreeksen Rocket Power en The Wild Thornberrys.
Later vervoegde hij het team van Rough Draft Studios (Glendale) waar hij de tekenfilmreeks Futurama mee ontwikkelde. Het meest bekende project op zijn palmares blijft The Simpsons waarvoor hij ook de storyboards realiseerde bij Film Roman (Noord-Hollywood).
Sinds begin 2016 is Van Pottelberge gestart met een nieuw project; Striptiek.tv, een online stripmagazine dat zich wil differentiëren van de andere online fora door zijn specifieke audiovisuele aanpak.

## Filmografie
Hij verleende zijn medewerking als lay-out-artiest aan de volgende animatiereeksen:
- Ivanhoe (France Animation)
- Patrouille 03 (France Animation)
- Lit'l Elvis Jones and the truckstoppers (Viskatoons - Australië)
- City mouse & Country mouse (Cinar - Canada)
- Pippi Longstocking (Hahn Film - Berlijn)
- The magic forest (Cinevox - Babelsberg)

Hij hielp mee aan de storyboards voor de volgende animatiereeksen:
- Rocket Power (Klasky Csupo - Hollywood)
- The Rugrats - Ratjetoe (Nederlandstalige versie) (Klasky Csupo - Hollywood)
- The Wild Thornberrys (Klasky Csupo - Hollywood)
- The Simpsons (Film Roman - N.-Hollywood)
- Futurama (Rough Draft - Glendale)

Hij hielp mee aan het uitwerken van de decors voor de volgende animatiereeksen:
- Sushi Pack (Disney TV-animations - CBS)

Hij bedacht de strip De familie Burnout; een preventiestrip voor jongeren ter bevordering van de brandveiligheid.
- International Standard Name Identifier: 0000 0003 9535 5244
- Nederlandse Thesaurus van Auteursnamen: 321324897
- Virtual International Authority File: 290052711
- WorldCat: E39PBJk8W8D8PMRfbKybG43bBP